# Cercul magic (film)
Cercul magic este un film românesc din 1975 regizat de David Reu (debut regizoral în lungmetraje de ficțiune). Scenariul este bazat pe romanul polițist omonim scris de Nicolae Mărgeanu.
Rolurile principale au fost interpretate de actorii Octavian Cotescu, Constantin Codrescu și Mircea Anghelescu.

## Rezumat
Prezintă aventurile maiorului Mircea Vigu.

## Distribuție
Distribuția filmului este alcătuită din:
- Octavian Cotescu — mr. Mircea Vigu, ofițer la Miliția Judiciară din București
- Constantin Codrescu — Mihai Onu, pictor, membru al unei bande de derbedei fasciști în anii războiului
- Mircea Anghelescu — Stambuliu, avocat de divorțuri, vecin al familiei Onu
- Ovidiu Iuliu Moldovan — Emil Novăcescu, inginer la Uzina de Mașini din București, amantul Antoanetei Onu
- Dumitru Chesa — cpt. Andreescu, ofițer la Miliția Judiciară din Timișoara
- Dorin Dron — Iosif Adam, vechi prieten al lui Mihai Onu, bărbatul care l-a servit cu coniac pe paznicul de cimitir Johann Lustig
- Ștefan Tapalagă — Nodea, procurorul însărcinat cu anchetarea uciderii Antoanetei Onu
- Dumitru Rucăreanu — pictor, fost coleg de studii și vechi prieten al lui Mihai Onu
- Nicu Constantin — ospătarul de la grădina de vară a Parcului Herăstrău / ospătarul din tren / ospătarul de la hotelul din Constanța
- Tudorel Popa — proprietarul bătrân, miop și surd al casei în care locuiește ing. Novăcescu
- Alexandru Lulescu — responsabilul Bufetului Bega din Timișoara
- George Aurelian — maestrul Miclea, avocatul bufetierului
- Ion Colomieț — Ionescu, inginer șef la Uzina de Mașini din București
- Virgil Constantinescu — Ion Vasilescu, partenerul de șah al lui Adam de la hotelul din Constanța
- Olga Delia Mateescu — Antoaneta Onu, soția infidelă a pictorului, câștigătoare a marelui premiu de la loto
- Dana Comnea — dr. Nemoianu, medic, sora pictorului Onu
- Rozina Cambos — Gina Alexiu, funcționară la Uzina de Mașini din București, sportivă pasionată
- Ioana Ciomîrtan — bătrâna care-și caută fiul dispărut în anii războiului
- Maria Ploae — studenta venită din practică la un combinat, pe care milițienii o întâlnesc în trenul de București (menționată Maria Ploaie)
- Ana Vlădescu — Maria Adam, sora lui Adam (menționată Ana Vlădescu-Aron)
- Dan Aldea
- Gheorghe Novac — medicul legist
- Alexandru Vasiliu
- Vasile Dinescu
- Romulus Bărbulescu — milițianul care-l urmărește pe Novăcescu
- Dumitru Gheorghiu
- Traian Petruț — meșterul bătrân de la Uzina de Mașini din București
- Constanța Cisman
- Liliana Filipov
- Dida Drăgan — cântăreața de la grădina de vară a Parcului Herăstrău

## Producție
Filmările au avut loc în perioada 10 mai – 24 iulie 1975. Cheltuielile de producție s-au ridicat la 2.601.000 lei.
Coloana sonoră - interpretează: Dida Drăgan, Dan Aldea și formația „Sfinx” pe versuri de Nina Cassian.

## Primire
Filmul a fost vizionat de 1.716.253 de spectatori în cinematografele din România, după cum atestă o situație a numărului de spectatori înregistrat de filmele românești de la data premierei și până la data de 31 decembrie 2014 alcătuită de Centrul Național al Cinematografiei.